# INAC Kobe Leonessa
O INAC Kobe Leonessa é um clube de futebol feminino do Japão, sediado em Kobe, Japão. A equipe compete na L. League

## História
O clube foi fundado em 2001 como parte do programa de futebol feminino da cidade de Kobe.
Em 2013 se classificou para a Copa do Mundo de Clubes de Futebol Feminino de 2013 por ser campeão do Campeonato Japonês de Futebol Feminino daquele ano 
E após vencer o Chelsea na final o clube conquistou o título mundial.